# Kick Gurry
Christopher "Kick" Gurry, né le 25 mai 1978, est un acteur australien.
Gurry est né à Melbourne, en Australie. Son surnom est dû au fait que son frère n'arrivait pas à dire Christopher, il disait "Kicker". Quand il est entré au lycée, il a réduit son surnom à "Kick". Il a étudié au Wesley College de Melbourne.

## Filmographie
- 2017 - 2018 : Sense 8: Puck (saison 2)
- 2015 : Les Experts : Cyber : Clikk
- 2015 : Jupiter : Le Destin de l'univers : Vladie
- 2014 : Edge of Tomorrow : Griff
- 2012 : Cybergeddon : Rabbit the hacker
- 2010 : Tangle : Joe Kovac
- 2008 : Speed Racer : Sparky
- 2006 : Two Twisted : Jenkins (1 épisode)
- 2005 - 2006 : The Alice : Darren (8 épisodes)
- 2005 : Daltry Calhoun : Frankie Strunk
- 2004 : Spartan : Jones
- 2003 : Good Luck Jeffrey Brown : Jeffrey Brown
- 2002 : Young Lions : Danny (1 épisode)
- 2002 : Garage Days : Freddy
- 2001 : Buffalo Soldiers : Video
- 2000 : The Big House : Sonny
- 2000 : Looking for Alibrandi : Jacob Coote
- 1999 : Wildside : Steven Bolten (1 épisode)
- 1998 : La Ligne rouge (non crédité)
- 1998 : SeaChange : Jerome Hall (1 épisode)
- 1997 : Raw FM : Toby (2 épisodes)
- 1997 : Halifax : Someone You Know : Luke
- 1996 : The Inner Sanctuary : un promeneur